# Innogy
Innogy SE – przedsiębiorstwo energetyczne z siedzibą w Essen w Niemczech, prowadzące działalność m.in. w zakresie dystrybucji, sprzedaży detalicznej i działalności związanej z energią (takiej jak pomiary, elektromobilność itp.).